# Anegcephalesis arctella
Anegcephalesis arctella är en fjärilsart som beskrevs av Émile Louis Ragonot 1887. Anegcephalesis arctella ingår i släktet Anegcephalesis och familjen mott. Inga underarter finns listade i Catalogue of Life.